# 一柳末彦
一柳 末彦（ひとつやなぎ すえよし）は、江戸時代後期の大名。播磨国小野藩10代藩主。官位は従五位下対馬守、土佐守。

## 略歴
9代藩主・一柳末延の長男として小野にて誕生。生涯独身のため、正室・側室ともになし。
安政2年（1855年）、父の死去により跡を継ぐが、文久3年（1863年）6月9日に養嗣子の末徳に家督を譲って隠居し、明治14年（1881年）6月28日に39歳で死去した。

## 系譜
- 父：一柳末延（1814-1855）
- 母：不詳
- 正室：なし
- 側室：なし
- 養子
  - 男子：一柳末徳（1850-1922） - 九鬼隆都の五男